# Rectuvigerina
Rectuvigerina es un género de foraminífero bentónico de la subfamilia Tubulogenerininae, de la familia Siphogenerinoididae, de la superfamilia Buliminoidea, del suborden Buliminina y del orden Buliminida. Su especie tipo es Siphogenerina multicostata. Su rango cronoestratigráfico abarca desde el Chattiense (Eoceno superior) hasta el Pleistoceno.

## Discusión
Clasificaciones previas incluían Rectuvigerina en el suborden Rotaliina del orden Rotaliida.

## Clasificación
Rectuvigerina incluye a las siguientes especies:
- Rectuvigerina arquatensis †
- Rectuvigerina clifdenensis †
- Rectuvigerina compressa †
- Rectuvigerina cylindrica †
- Rectuvigerina elegans †
- Rectuvigerina elongatastriata †
- Rectuvigerina irregularis †
- Rectuvigerina krachemensis †
- Rectuvigerina loeblichi †
- Rectuvigerina multicostata †
- Rectuvigerina nicoli †
- Rectuvigerina oldhami †
- Rectuvigerina ongleyi †
- Rectuvigerina phlegeri †
- Rectuvigerina pohana †
- Rectuvigerina prisca †
- Rectuvigerina rerensis †
- Rectuvigerina ruatoria †
- Rectuvigerina striata †
- Rectuvigerina striatissima †
- Rectuvigerina tasmana †
- Rectuvigerina tenuicostata †
- Rectuvigerina vesca †

En Rectuvigerina se ha considerado el siguiente subgénero:
- Rectuvigerina (Transversigerina), aceptado como género Transversigerina